# Río Tupungato (Argentina)
El río Tupungato es un río argentino localizado en el noroeste de la provincia de Mendoza, en los departamentos Luján de Cuyo y Tupungato.
Nace en los glaciares del Nevado El Plomo y del cerro Juncal, en el norte del volcán Tupungato, y recorre un valle de alta montaña hasta desembocar en el río Mendoza. Su cuenca abarca unos 1858 km². Se localiza en las coordenadas 33°S 70°O / -33, -70.
El Tupungato es un río de rápidos entre noviembre y marzo, cuando se deshiela y aumenta su caudal.
Sus principales afluentes son el río Plomo y el río Blanco.